# 伊萬尼夫卡 (斯卡多夫斯克區)
46°23′18″N 32°6′19″E / 46.38833°N 32.10528°E
伊萬尼夫卡（烏克蘭語：Іванівка）是位於烏克蘭南部的村莊，由赫爾松州斯卡多夫斯克區的丘拉基夫卡市鎮負責管轄。該村面積0.63平方公里，海拔高度4米，2001年人口410，人口密度每平方公里652.9人。